# 王越 (1903年)
王越（1903年12月—2011年2月26日），男，广东兴宁人，中国教育家，曾任暨南大学副校长，广东省政协副主席，第三、四、五全国政协委员。